# Faggiano
Faggiano község (comune) Olaszország Puglia régiójában, Taranto megyében.

## Fekvése
A település Tarantótól északnyugatra fekszik, a Murgia vidékén, az Appenninek vonulatának lábainál. 

## Története
A település helyén a középkor során a Szent Bazil-rendi szerzetesek kolostora állt. Ebből mára mindössze néhány kripta maradt fenn. A települést valószínűleg a 13. században alapították, közigazgatásilag a Tarantói Hercegséghez tartozott. A 15. században a Szkander bég vezette albán hadsereg elpusztította. 1806-ban vált önálló községgé.

## Népessége
A népesség számának alakulása:

## Főbb látnivalói
A település nevezetessége a karácsonyi élő-betlehemes. Minden évben több mint száz, korhűen öltözött lakos játssza el Jézus születésének történetét. 